# Lemberg, Moselle
Lemberg là một xã trong vùng hành chính Lothringen, thuộc tỉnh Moselle, quận Sarreguemines, tổng Bitche. Tọa độ địa lý của xã là 49° 00' vĩ độ bắc, 07° 22' kinh độ đông. Lemberg nằm trên độ cao trung bình là 339 mét trên mực nước biển, có điểm thấp nhất là 251 mét và điểm cao nhất là 427 mét. Xã có diện tích 10,94 km², dân số vào thời điểm 1999 là 1464 người; mật độ dân số là 134 người/km².

## Thông tin nhân khẩu
| 1817  | 1851  | 1982  | 1999  |
| ----- | ----- | ----- | ----- |
| 1 799 | 1 888 | 1 544 | 1 464 |